# 20. září
20. září je 263. den roku podle gregoriánského kalendáře (264. v přestupném roce). Do konce roku zbývá 102 dní.

## Události

### Česko
- 1785 – Papež Pius VI. založil českobudějovickou diecézi.
- 1938 – Československá vláda během Sudetské krize odmítla požadavek Francie a Anglie na odstoupení oblastí českých zemí s více než 50 % německého obyvatelstva (Sudet) Německu.
- 1963 – Premiéra filmu Vojtěcha Jasného Až přijde kocour
- 1990 – Československo bylo přijato za člena Mezinárodního měnového fondu a Mezinárodní banky pro obnovu a rozvoj.
- 2010 – byl otevřen nový 23 km dlouhý úsek Pražského okruhu
- 2015 – Umělecká skupina Ztohoven vyvěsila nad Pražským hradem na místo prezidentské standarty rudé trenýrky,  případ začala vyšetřovat policie.

### Svět
- 1187 – Saladin zahájil obléhání Jeruzaléma.
- 1870 – Italská vojska vstoupila do Říma. Tímto aktem došlo ke sjednocení Itálie pod vládou Savojské dynastie a zániku Papežského státu ve střední Itálii.
- 1911 – RMS Olympic společnosti White Star Line se srazila s HMS Hawke (1891)
- 1946 – Uskutečnil se první ročník filmového festivalu v Cannes
- 1954 – Vytvořen první program v programovacím jazyku Fortran
- 1984 – Sebevražedný atentátník v autě zabil 12 lidí před americkou ambasádou v libanonském Bejrútu.
- 2004 – Wikipedie překonala hranici 1 milionu článků ve více než 100 jazycích.

## Narození

### Česko

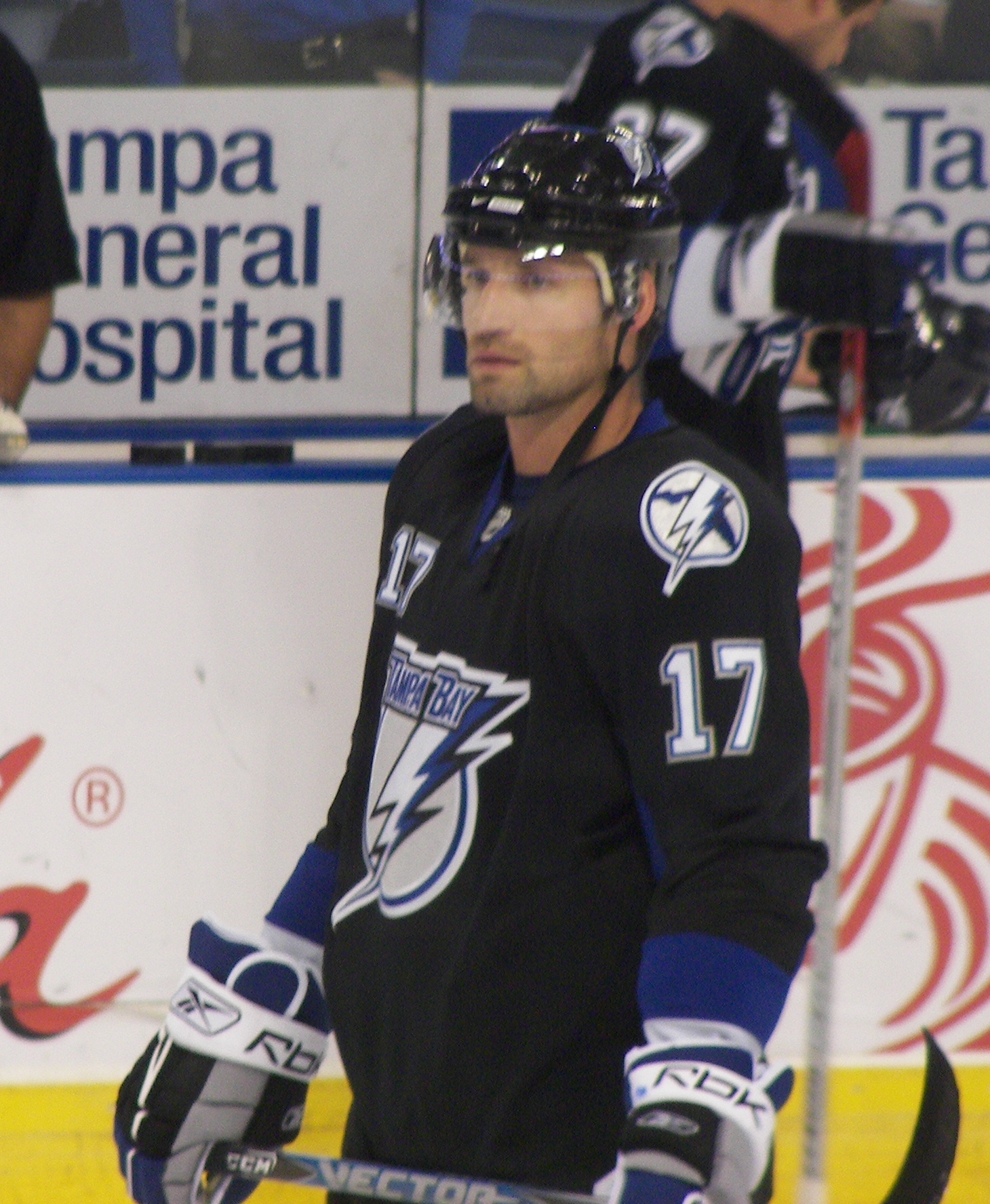
Jan Hlaváč (* 1976; hokejista)

- 1706 – František Václav Habermann, hudební skladatel a pedagog († 7. dubna 1783)
- 1738 – Jeroným Brixi, varhaník a hudební skladatel († 15. dubna 1803)
- 1811 – Georg Huscher, český podnikatel a politik německé národnosti († 20. srpna 1880)
- 1828 – Václav Novotný, učitel a hudební skladatel († 12. července 1895)
- 1832 – Johann Joseph Abert, německý hudební skladatel, dirigent a kontrabasista pocházející z Čech († 1. dubna 1915)
- 1835 – Matouš Talíř, vysokoškolský pedagog, právník, národohospodář, statistik a politik († 30. srpna 1902)
- 1837 – František Tonner, poslanec Českého zemského sněmu († 22. února 1934)
- 1842 – Gabriel Blažek, matematik († 6. prosince 1910)
- 1845
  - Josef Köferl, spisovatel, básník a regionální historik († 1. prosince 1918)
  - Josef Tuček, advokát a politik († 24. července 1900)
- 1852 – Václav Boleslav Janda, varhaník a skladatel († 11. prosince 1935)
- 1859 – Jan Buchar, propagátor lyžování a turistiky v Krkonoších († 10. října 1932)
- 1861 – František Mizera, semilský pedagog a historik († 15. července 1924)
- 1864 – František Novotný, rektor Českého vysokého učení technického († 27. července 1918)
- 1865 – Lubor Niederle, archeolog, antropolog, etnograf († 14. června 1944)
- 1872 – Augustin Novák, československý ministr financí († 9. května 1951)
- 1881 – Behiye Sultan, osmanská princezna († 5. března 1948)
- 1888 – Eugen Wiškovský, filolog a fotograf († 15. ledna 1964)
- 1889 – Alois Kaderka, československý katolický politik a publicista († 9. března 1975)
- 1895 – Karel Pešek, fotbalista († 23. září 1970)
- 1900
  - Jiří Baum, zoolog, cestovatel a spisovatel († leden 1944)
  - Václav Dvořák, brněnský stavitel a architekt († 21. září 1984)
- 1901 – Ján (arcibiskup), metropolita pravoslavné církve v českých zemích a na Slovensku († 5. června 1975)
- 1909
  - Josef Korbel, československý diplomat († 18. července 1977)
  - Richard Týnský, dirigent a hudební režisér († 30. října 1974)
- 1911 – Gustav Janíček, chemik, rektor VŠCHT († 24. dubna 1995)
- 1913 – Jan Marius Tomeš, básník, esejista († 11. srpna 2010)
- 1914 – František Stránský, konstruktér († 25. ledna 1954)
- 1915 – Drahoš Jirotka, československý hokejový reprezentant († 21. února 1982)
- 1920 – Zdeněk Kampf, herec († 12. ledna 1987)
- 1924 – Bohumil Svoboda, spisovatel, žurnalista, politik, režisér († 30. června 2020)
- 1926 – Alexandr Ort, historik a politolog († 14. června 2014)
- 1928 – Oleg Reif, herec († 24. října 2011)
- 1939 – Jaromír Šofr, kameraman a pedagog
- 1940 – Jana Jurečková, matematička
- 1942 – Václav Exner, fyzik a politik
- 1943 – Dana Trávníčková, cestovatelka a spisovatelka
- 1947
  - Bohumil Čermák, hokejový obránce a trenér
  - Martina Maixnerová, klavíristka
  - Vladimír Tesařík, hudebník († 9. června 2003)
- 1951 – Miroslav Gajdůšek, fotbalista
- 1955 – Josef Nedorost, herec († červenec 2020)
- 1957
  - Daniel Balabán, malíř a vysokoškolský pedagog
  - Jaroslav Ježek mladší, hudebník, prasynovec hudebního skladatele Jaroslava Ježka († 2. prosince 1985)
- 1976 – Jan Hlaváč, reprezentant v ledním hokeji

### Svět

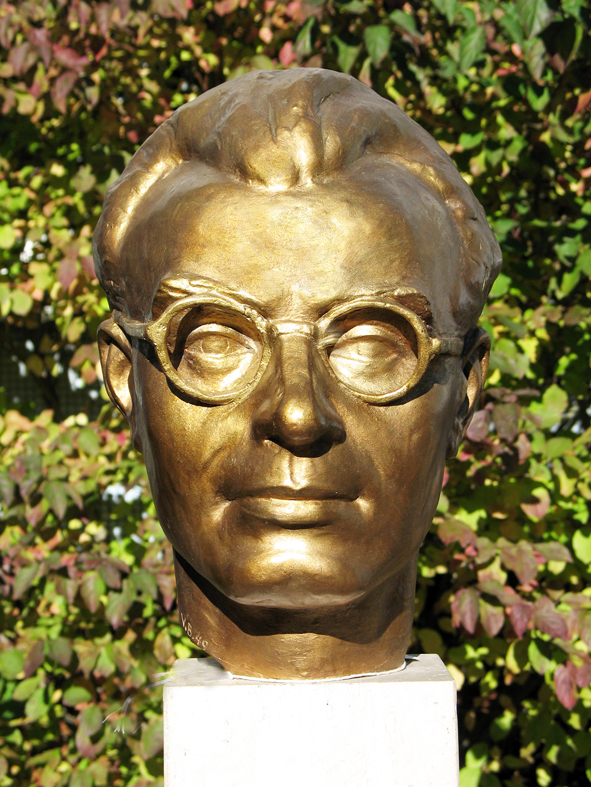
Ján Nálepka (* 1912; partyzán)

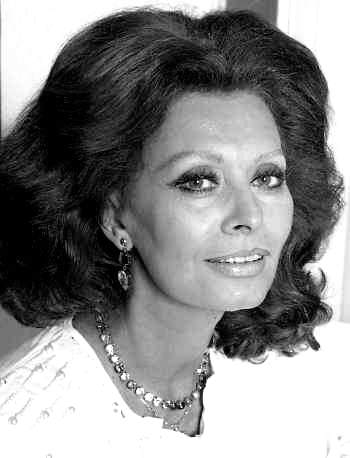
Sophia Lorenová (* 1934; herečka)

- 1486 – Artur Tudor, princ z Walesu, prvorozený syn anglického krále Jindřicha VII. († 2. duben 1502)
- 1569 – Núruddín Džahángír, mughalský císař († 8. listopadu 1627)
- 1599 – Kristián Brunšvický, halberstadtský luteránský biskup, vévoda brunšvicko-wolfenbüttelský, vojevůdce († 16. června 1626)
- 1613 – Jean-François Paul de Gondi, kardinál, pařížský arcibiskup († 24. srpna 1679)
- 1614 – Martino Martini, jezuitský misionář v Číně († 6. června 1661)
- 1615 – Jan Adolf I. ze Schwarzenbergu, rakouský a český šlechtic a diplomat († 26. května 1683)
- 1660 – Gabriel Serdaheli, slovenský teolog, jezuita († 24. ledna 1726)
- 1746 – Móric Beňovský, slovenský voják a cestovatel († 23. května 1786)
- 1756 – Jean-Jacques Dessalines, vůdce Haitské revoluce († 17. října 1806)
- 1778 – Fadděj Faddějevič Bellingshausen, ruský (estonský) mořeplavec († 25. ledna 1852)
- 1789 – Menachem Mendel Schneersohn, chasidský rabín († 29. března 1866)
- 1813 – William Otis, americký vynálezce parního rypadla († 13. listopadu 1839)
- 1819 – Théodore Chassériau, francouzský malíř († 8. října 1856)
- 1833 – Ernesto Teodoro Moneta, italský novinář, nacionalista, revoluční voják a později pacifista, nositel Nobelovy ceny za mír († 10. února 1918)
- 1839 – Cecilie Bádenská, bádenská princezna a ruská velkokněžna († 12. dubna 1891)
- 1842 – Sir James Dewar, skotský chemik a fyzik († 27. března 1923)
- 1843 – Nikolaj Alexandrovič Romanov, ruský velkokníže († 24. dubna 1865)
- 1866 – George Coșbuc, rumunský básník († 9. května 1918)
- 1872 – Maurice Gamelin, francouzský generál († 18. dubna 1958)
- 1873 – Ferenc Szisz, maďarský automobilový závodník († 21. února 1944)
- 1874 – Nikolaj Alexandrovič Semaško, sovětský politik a lékař († 18. května 1949)
- 1878 – Upton Sinclair, americký spisovatel († 25. listopadu 1968)
- 1886
  - Cecílie Meklenbursko-Zvěřínská, německá a pruská korunní princezna († 28. prosince 1954)
  - Charles Williams, britský básník, romanopisec a teolog († 15. května 1945)
- 1887 – Erich Hecke, německý matematik († 13. února 1947)
- 1889 – Charles Reidpath, americký sprinter, dvojnásobný olympijský vítěz († 21. října 1975)
- 1890 – Rachel Bluwsteinová, hebrejská básnířka († 16. dubna 1931)
- 1893 – Hans Scharoun, německý architekt († 25. listopadu 1972)
- 1895 – Walter Dubislav, německý filozof († 17. září 1937)
- 1896 – Friedrich Sämisch, německý šachový velmistr († 16. srpna 1975)
- 1897 – Áron Tamási, maďarský spisovatel († 26. května 1966)
- 1899 – Leo Strauss, americký politický filosof († 18. října 1973)
- 1900 – Uuno Klami, finský hudební skladatel († 29. května 1961)
- 1902
  - Vladimír Clementis, slovenský komunistický politik, publicista a diplomat († 3. prosince 1952)
  - Vasilij Pavlovič Mžavanadze, gruzínský politik († 5. září 1988)
  - Cesare Zavattini, italský prozaik a filmový scenárista († 13. října 1989)
- 1908 – Vazgen I., patriarcha Arménské apoštolské církve († 18. srpna 1994)
- 1912 – Ján Nálepka, československý důstojník a partyzánský velitel († 16. listopadu 1943)
- 1914 – Anna Karen Morrow, americká herečka († 1. července 2009)
- 1917
  - Władysław Rubin, polský kardinál († 28. listopadu 1990)
  - Fernando Rey, španělský herec († 9. března 1994)
  - Obdulio Varela, uruguayský fotbalista († 2. srpna 1996)
- 1920 – Hanns Cibulka, německý spisovatel († 20. června 2004)
- 1925 – Ananda Mahidol, osmý thajský král dynastie Čakri († 9. června 1946)
- 1931 – Chaja Hararit, izraelská herečka († 3. února 2021)
- 1933 – Cissy Houston, americká zpěvačka
- 1934
  - Hamit Kaplan, turecký zápasník, olympijský vítěz v těžké váze († 5. ledna 1976)
  - Sophia Lorenová, italská herečka
- 1938 – Eric Gale, americký kytarista († 25. května 1994)
- 1940
  - Burhánuddín Rabbání, prezident Afghánistánu († 20. září 2011)
  - Taró Asó, japonský premiér
  - Terry McDermott, americký rychlobruslař, olympijský vítěz († 20. května 2023)
- 1943
  - Anton Baláž, slovenský spisovatel
  - Šinobu Sekine, japonský judista, olympijský vítěz  († 18. prosince 2018)
- 1947 – Patrick Poivre d'Arvor, francouzský novinář, televizní hlasatel a spisovatel
- 1948 – George R. R. Martin, americký spisovatel
- 1949 – Sabine Azéma, francouzská filmová a divadelní herečka
- 1951
  - Javier Marías, španělský prozaik, překladatel
  - Guy Lafleur, kanadský lední hokejista
- 1952 – Manuel Zelaya, prezident Hondurasu
- 1955 – Georg Christoph Biller, německý dirigent a sbormistr († 27. ledna 2022)
- 1956
  - Gary Cole, americký herec
  - Steve Coleman, americký jazzový saxofonista
- 1960 – James A. Pawelczyk, americký astronaut
- 1971 – Henrik Larsson, švédský fotbalista
- 1973 – Miroslav Hýll, slovenský fotbalista
- 1975 – Juan Pablo Montoya, kolumbijský automobilový závodník (Formule 1)
- 1980 – Igor Vori, chorvatský házenkář
- 1981 – Crystle Stewart, Miss USA pro rok 2008
- 1984 – Brian Joubert, francouzský krasobruslař
- 1987
  - Gabriele Moroni, italský sportovní lezec
  - Olga Savčuková, ukrajinská tenistka
  - Alex Pullin, australský snowboarder a olympionik († 8. července 2020)
- 1988 – Sergej Boborvskij, ruský lední hokejový brankář
- 1990 – John Tavares, kanadský lední hokejista

## Úmrtí

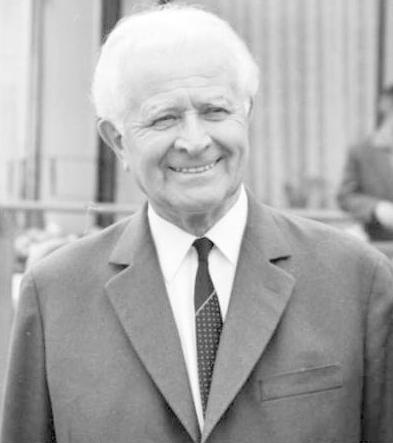
Ludvík Svoboda († 1979)

### Česko
- 1600 – Melchior z Redernu, rakouský šlechtic, císařský rada, polní maršál (* 6. ledna 1555)
- 1867 – Josef Podlipský, lékař, novinář a politik (* 30. listopadu 1816)
- 1875 – Gustav Pfleger Moravský, prozaik, básník a dramatik (* 27. července 1833)
- 1897 – Karel Bendl, skladatel a sbormistr (* 16. dubna 1838)
- 1913 – Ferdinand Blumentritt, autor článků a knih o Filipínách (* 10. září 1853)
- 1927 – František Kolářik, zakladatel sboru Smetana v Místku (* 26. ledna 1867)
- 1931 – Jarmila Hašková, spisovatelka (* 28. června 1887)
- 1942 – Karl Petersilka, kněz a politik německé národnosti (* 18. prosince 1877)
- 1951 – Jaroslav Syřiště, český architekt (* 12. května 1878)
- 1956 – Gustav Skalský, český historik, numismatik, ředitel Národního muzea (* 13. března 1891)
- 1958 – Karel Lím, český pedagog a sportovec (* 6. října 1875)
- 1964 – František Novotný, klasický filolog (* 29. srpna 1881)
- 1975 – Václav Bouška, československý fotbalový reprezentant (* 21. srpna 1910)
- 1979
  - Emil Buchar, astronom a geodet (* 4. srpna 1901)
  - Ludvík Svoboda, československý generál a prezident (* 25. listopadu 1895)
- 1980 – Karel Černovský, český hudební skladatel a pedagog (* 13. září 1899)
- 1981 – František Toman, ministr vlád České socialistické republiky (* 10. července 1924)
- 1982 – Karel Krautgartner, jazzový hudebník a skladatel (* 20. července 1922)
- 1986 – František Vaněk, generální vikář pražské arcidiecéze (* 23. srpna 1916)
- 1994
  - Jan Hána, sochař (* 28. října 1927)
  - Petr Čepek, herec (* 16. září 1940)
- 1998 – Raoul Schránil, herec (* 24. března 1910)
- 2004 – Štěpánka Mertová, atletka, diskařka (* 11. prosince 1930)
- 2007
  - Zdeněk Havlíček, televizní režisér (* 17. února 1930)
  - Juraj Pospíšil, slovenský hudební skladatel českého původu (* 14. ledna 1931)
- 2008
  - Filip Šedivý, politik, právník a diplomat (* 6. října 1953)
  - Ivo Žďárek, velvyslanec ve Vietnamu (2004 – 2008) a Pákistánu (2008) (* 6. listopadu 1960)
- 2009 – Miloš Smetana, scenárista a dramaturg (* 1. března 1932)
- 2012 – Tomáš Durdík, archeolog a kastelolog (* 24. ledna 1951)
- 2013 – Radana Königová, plastický chirurg (* 31. července 1930)
- 2014 – Zdeněk Hořínek, divadelní teoretik, dramaturg, dramatik a herec (* 15. listopadu 1931)

### Svět

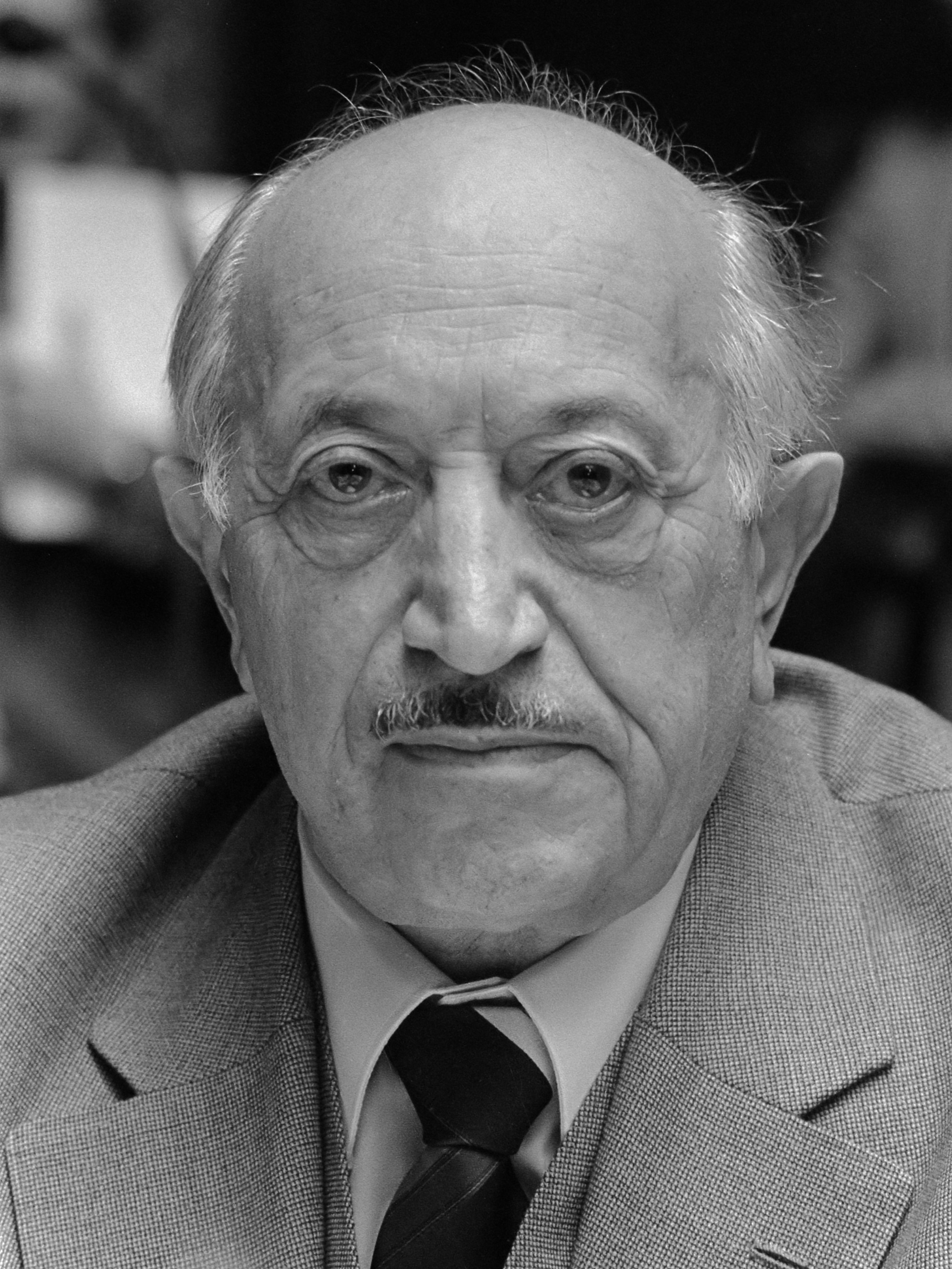
Simon Wiesenthal († 2005)

- 1168 – Paschal III. (vzdoropapež), vzdoropapež Alexandra III. (* ?)
- 1246 – Michal Černigovský, ruský kníže z rodu Rurikovců (* 1185)
- 1443 – Mikuláš Albergati, italský kardinál a diplomat (* 1373)
- 1492 – Anna Beauchampová, anglická šlechtična a hraběnka z Warwicku (* 13. července 1426)
- 1537 – Pavle Bakić, středověký srbský panovník; poslední srbský despota (* cca 1484)
- 1540 – Eduard Portugalský, vévoda z Guimarães, portugalský infant, šestý syn krále Manuela I. (* 7. října 1515)
- 1576 – Gerolamo Cardano, italský matematik, astrolog a filozof (* 24. září 1501)
- 1597 – Gregoria Maximiliána Habsburská, rakouská arcivévodkyně (* 22. března 1581)
- 1796 – Christian Febiger, dánsko-americký voják a politik (* 19. října 1746)
- 1804
  - Pierre Méchain, francouzský astronom (* 16. srpna 1744)
  - Pierre Joseph Bonnaterre, francouzský kněz, přírodovědec a zoolog (* 1752)
- 1819 – Abbé Faria, portugalský kněz, průkopník hypnózy (* 31. května 1746)
- 1807 – Honoré Langlé, francouzský hudební skladatel, teoretik a pedagog (* 1741)
- 1817 – Ludvík Württemberský, vévoda württemberský (* 30. srpna 1756)
- 1840 – José Gaspar Rodríguez de Francia, nejvyšší diktátor Paraguaye (* 6. ledna 1766)
- 1863
  - George Wilson Bridges, anglický fotograf a cestovatel (* 1788)
  - Jacob Grimm, německý právník, jazykovědec a sběratel lidových pohádek (* 4. ledna 1785)
- 1866 – Friedrich Adolph Haage, německý botanik a zahradník (* 24. března 1866)
- 1873 – Giovanni Battista Donati, italský astronom (* 4. ledna 1826)
- 1884 – Leopold Fitzinger, rakouský zoolog (* 13. dubna 1802)
- 1894 – Giovanni Battista de Rossi, italský archeolog (* 23. února 1822)
- 1898 – Theodor Fontane, německý básník a romanopisec (* 30. prosinec 1819)
- 1899 – Carl Gustaf Thomson, švédský entomolog (* 13. října 1824)
- 1908 – Pablo de Sarasate, španělský houslista a hudební skladatel (* 10. března 1844)
- 1917 – Émile Boirac, francouzský esperantista (* 26. srpna 1851)
- 1918 – Mešadi Azizbekov, bolševický revolucionář (* 6. ledna 1876)
- 1928 – Juli Batllevell i Arús, katalánský architekt (* 1864)
- 1930 – Gonbožab Cybikov, ruský cestovatel, etnograf a orientalista (* 20. dubna 1873)
- 1941 – Michail Petrovič Kirponos, sovětský generál, velitel Jihozápadního frontu Rudé armády (* 12. ledna 1892)
- 1942 – Kārlis Ulmanis, prezident Lotyšska (* 4. září 1877)
- 1946 – Raimu, francouzský herec a komik (* 18. prosince 1883)
- 1947 – Fiorello H. La Guardia, starosta New Yorku (* 11. prosince 1882)
- 1957 – Jean Sibelius, finský hudební skladatel (* 8. prosince 1865)
- 1971 – Jorgos Seferis, řecký básník, Nobelova cena za literaturu 1963 (* 13. března 1900)
- 1973 – Ben Webster, americký saxofonista (* 27. března 1909)
- 1975 – Saint-John Perse, francouzský spisovatel a diplomat, nositel Nobelovy ceny (* 31. května 1887)
- 1984 – Július Krmešský, slovenský fyzik (* 1900)
- 1988 – Tibor Sekelj, chorvatský novinář, badatel a spisovatel (* 14. února 1912)
- 1993
  - Ján Ivan, slovenský matematik (* 1924)
  - Erich Hartmann, německý stíhací pilot (* 19. dubna 1922)
- 1996
  - Pál Erdős, maďarský matematik (* 26. března 1913)
  - Jozef Kostka, slovenský sochař (* 29. ledna 1912)
  - Max Manus, norský odbojář (* 9. prosince 1914)
- 1999
  - Andrej Lvovič Kursanov, sovětský fyziolog a biochemik (* 8. prosince 1902)
  - Raisa Gorbačovová, ruská socioložka, manželka Michaila Gorbačova (* 5. ledna 1932)
- 2000
  - German Titov, sovětský kosmonaut (* 11. září 1935)
  - Stanislav Stratiev, bulharský prozaik, dramatik a scenárista (* 9. září 1941)
- 2004 – Brian Clough, anglický fotbalista a fotbalový trenér (* 21. března 1935)
- 2005 – Simon Wiesenthal, rakouský lovec nacistů (* 31. prosince 1908)
- 2006 – Sven Nykvist, švédský kameraman (* 3. prosince 1922)
- 2008 – Július Strnisko, slovenský zápasník bronzový na OH 1980 (* 6. srpna 1958)
- 2011 – Burhánuddín Rabbání, prezident Afghánistánu (* 20. září 1940)
- 2012 – Fortunato Baldelli, italský kardinál (* 6. srpna 1935)
- 2013 – Hermann Müller-Karpe, německý archeolog (* 1. února 1925)
- 2014 – Anatolij Berezovoj, letec z povolání, kosmonaut ze Saljutu 7 (* 11. dubna 1942)
- 2016 – Erwin Hahn, americký fyzik a profesor (* 9. června 1921)

## Svátky

### Česko
- Oleg
- Helmut
- Světluše

### Svět
- Slovensko: Ľuboslav / Ľuboslava
- Laos: Díkuvzdání

| 20. září v pražském KlementinuÚdaje jsou platné k 29. 4. 2025. | 20. září v pražském KlementinuÚdaje jsou platné k 29. 4. 2025. | 20. září v pražském KlementinuÚdaje jsou platné k 29. 4. 2025. |
| minimum                                                        | denní průměr                                                   | maximum                                                        |
| -------------------------------------------------------------- | -------------------------------------------------------------- | -------------------------------------------------------------- |
| 3,2 °C (1962)                                                  | 14,8 °C (od 1961)                                              | 31,5 °C (1947)                                                 |